# Elizabeta Kumanka
Elizabeta Kumanka (?, 1244. – ?, 1290.), kumanska princeza, hrvatsko-ugarska kraljica i hrvatska herceginja, supruga hrvatsko-ugarskog kralja Stjepana V. i majka kralja Ladislava IV. iz dinastije Arpadovića. Nosila je i naslove kneginje Mačve i Usore i Soli.
Bila je kći kumanskog vođe Kotana. Hrvatsko-ugarski kralj Bela IV. (1235. – 1270.) sklopio je savez s Kumanima, koji su naselili istočne dijelove Ugarske, bježeći pred Mongolima i kao prilog savezu, zaručio je svog sina i nasljednika Stjepana za Elizabetu. Za vrijeme mongolske invazije na Ugarsku, 1241. godine, pripadnici mađarskog plemstva su ubili njenog oca, jer su se bojali da bi mogao prijeći na stranu neprijatelja. Po završetku mongolske invazije, kralj Bela je ipak odlučio obnoviti zaruke te je 1253. oženio svog dvanestogodišnjeg sina s jedanaestogodišnjom Elizabetom. Elizabeta je imala šestero djece sa Stjepanom, četiri kćeri i dvojicu sinova. Godine 1272. umro je njen suprug, kralj Stjepan V. u dobi od trideset i dvije godine, a naslijedio ga je njihov sin Ladislav. Budući da je Ladislav bio maloljetan, Elizabeta je upravljala zemljom kao regentica, a u tome joj je pomagao slavonski ban, a kasnije kraljevski blagajnik Joakim Pektar iz roda Gut-Keleda.
U Hrvatskoj je, također, upravljala Elizabeta u ime maloljetnog sina, hercega Andrije. Protiv njene vlasti i Joakima Pektara ustalo je hrvatsko plemstvo te je Joakim poginuo u sukobu 1277. godine. U ljeto 1278. umro je i mladi herceg Andrija te je hrvatsko herceštvo preuzela njegova majka Elizabeta. Sljedeće je godina zadobila i upravu nad Banovinom Mačvom i Usorom i Soli, ali je te teritorije predala 1284. godine, srijemskom kralju Stefanu Dragutinu, suprugu njene kćeri Katarine. Umrla je oko 1290. godine, ali prije nego što su pobunjeni Kumani ubili njenog starijeg sina, kralja Ladislava IV.
| Prethodnik:     | ugarska i hrvatska kraljica (1270. – 1272.) | Nasljednik:        |
| Marija Laskaris | ugarska i hrvatska kraljica (1270. – 1272.) | Elizabeta Sicilska |

| Prethodnik:                       | hrvatska herceginja (1280. – 1283.) | Nasljednik:                          |
| Andrija Arpadović (1274. – 1278.) | hrvatska herceginja (1280. – 1283.) | Tomasina Morosini (o. 1290. – 1297.) |